# Akjoujt
Akjoujt, arabisch أكجوجت, DMG Akǧauǧat, früher Fort Repoux, ist eine Stadtgemeinde im Nordwesten Mauretaniens. Sie ist Hauptstadt der Verwaltungsregion Inchiri und des Départements Akjoujt. In der zweiten Hälfte des 20. Jahrhunderts wurden bei der zu diesem Zweck angelegten Siedlung zunächst Kupfer und später auch Gold abgebaut.

## Geographische Lage
Akjoujt liegt 250 Kilometer nordöstlich von Nouakchott auf etwa 120 Meter Meereshöhe in einer flachen, festen und nahezu vegetationslosen Sandebene, die zum westlichen Teil der Sahara gehört. Der Ort ist von einigen bis zu 500 Meter hohen kegelförmigen Inselbergen (Guelb) umgeben.
Fossiles Wasser, das in 90 Meter Tiefe in der etwa 110 Kilometer südwestlich gelegenen Oase Benichab vorhanden ist, versorgt über eine Leitung Akjoujt mit Trinkwasser. Die Tagestemperaturen steigen im Juni, kurz vor der sommerlichen Regenzeit auf  45 bis 50 °C, nur um den Jahreswechsel bleiben die Höchstwerte tagsüber knapp unter 30 °C.

## Bevölkerung
Die Bevölkerungszahl der Gemeinde hat in den Jahren von 2000 bis 2023 von 7.904 auf 18.138 Einwohner zugenommen. Der Hauptort selbst hat 17.220 Einwohner (2023). Daneben gibt es noch vier andere bewohnte Orte.

## Bergbau
Die Kupfervorkommen des Gebietes waren bereits im Mittelalter bekannt, 1940 wurden sie von Geologen entdeckt. Während der französischen Kolonialzeit lag hier eine Fort Repoux genannte Garnison. Eine Siedlung wurde 1970 gegründet, als die Bergbaugesellschaft Société Minière de Mauritanie (SOMIMA) in der unmittelbaren Nähe mit dem Abbau der einzigen Kupfererzvorkommen des Landes begann. Eine Kupfermine befindet sich am Guelb Moghrein, einem Hügel fünf Kilometer nördlich des Ortes. 1975 wurde die Firma verstaatlicht, wegen fehlender Rentabilität wurde der Abbau im Mai 1978 jedoch eingestellt und ein Teil der Bewohner wanderte ab. Ein Grund dafür war der seit 1974 stetig gesunkene Kupferpreis auf dem Weltmarkt.

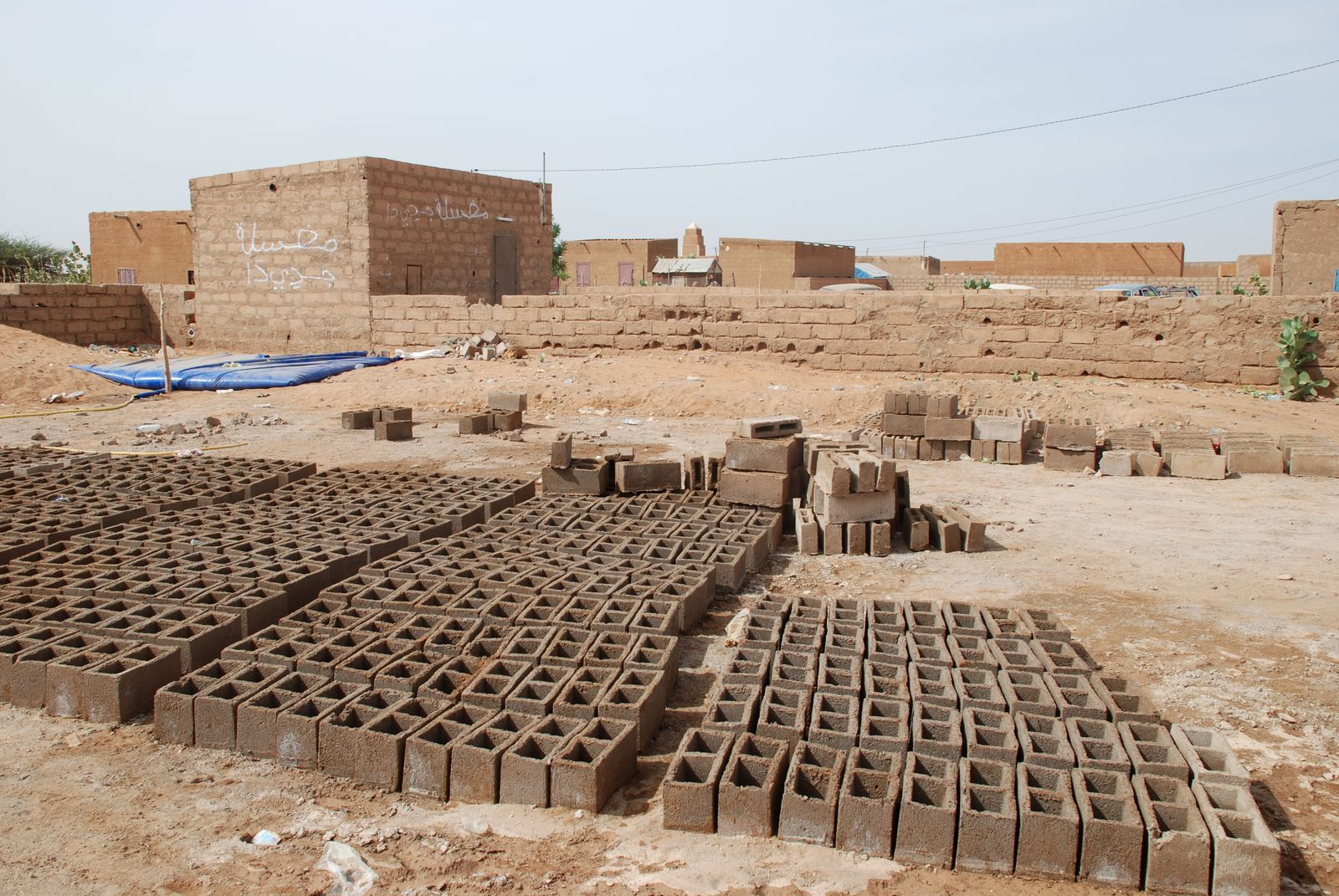
Übliches Baumaterial der einfachen Häuser sind an der Baustelle hergestellte Zementhohlblocksteine

Später versuchten andere Firmen, den Erzabbau zu reaktivieren. Zu diesen gehörte von 1980 bis 1983 die Société Arabe des Mines de Inchiri (SAMIN) ohne Produktionsergebnis. Zwischen 1992 und 1996 schürfte ein Unternehmen (das MORAK-Consortium bestehend aus SAMIN, General Gold Resources NL und der International Finance Corporation IFC) im alten Kupferabbaugebiet nach Gold.
Einen neuen Anlauf unternimmt seit 2004/2005 die kanadische Firma First Quantum Minerals, die eine Konzession erwarb, um in den Minen zugleich Kupfer und Gold abzubauen. Das Guelb Moghrein-Erz hatte 2009 einen Kupferanteil von 1,6 Prozent. In diesem Jahr betrug die Ausbeute 36.608 Tonnen Kupfer und 93.352 Unzen Gold. Dafür mussten 2,74 Millionen Tonnen Erz mit der dreifachen Menge Abraum gefördert werden. Im Dezember 2009 schätzte das Unternehmen die verbleibende Abbauzeit auf 7 ½ Jahre.

## Verkehr und Infrastruktur
Der Hauptort liegt an der gut ausgebauten asphaltierten Nationalstraße N1 zwischen Atar, das 195 Kilometer nordöstlich liegt, und der Landeshauptstadt Nouakchott 256 Kilometer südwestlich. Akjoujt ist der einzige Rastplatz für Durchreisende zwischen beiden Städten.
Entlang der Hauptstraße gibt es mehrere Tankstellen, einfache Lebensmittelläden und Rastplätze für Durchreisende. Das sind mit Blechdächern überschattete Liegeflächen, die mit Matratzen ausgestattet sind. Hier werden Tee und gegrilltes Fleisch angeboten. Die fast ausschließlich eingeschossigen Wohngebäude mit ein bis zwei Räumen öffnen sich zu einem Innenhof, der von einer hohen Mauer umgeben ist.
Akjoujt war in den Jahren 2016 bis 2024 mehrfach Etappenort des Africa Eco Race.
Der Flugplatz Akjoujt mit dem IATA-Flughafencode AJJ wird nicht regelmäßig angeflogen.

## Söhne und Töchter der Stadt
- Mohamed Ould Abdel Aziz (* 1956), seit 2008 Staatsoberhaupt